# Městys

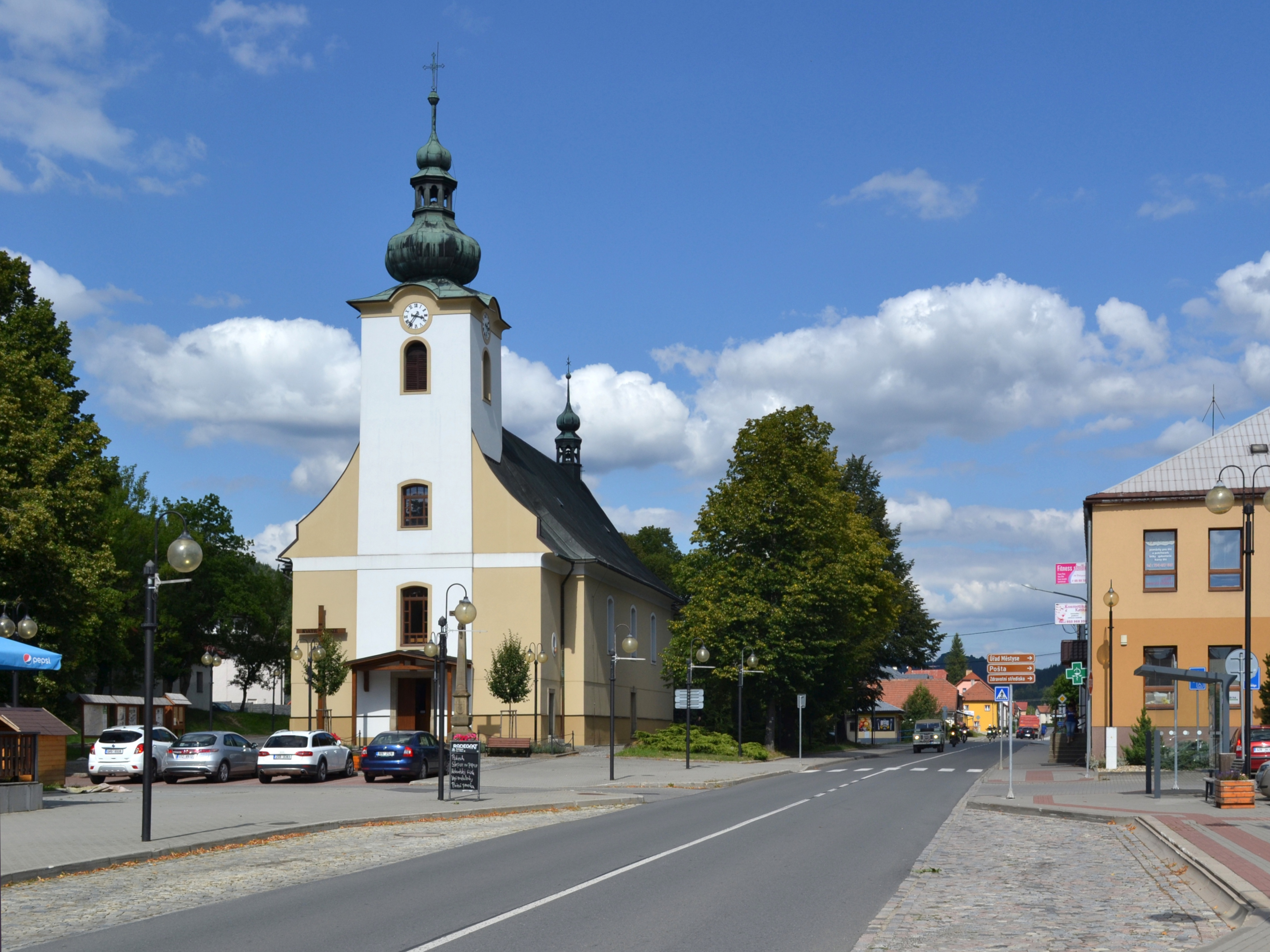
Městys Nový Hrozenkov

Městys či městečko (dříve i městec) je typ obcí významově stojící mezi městem a vsí. V minulosti se jednalo o sídla, kterým bylo uděleno právo pořádat týdenní a dobytčí trhy (tím se městyse lišily od vsí) a zpočátku výjimečně i výroční trhy. Městyse musely plnit roli spádového městečka pro okolní vesnice. Na rozdíl od města zde bylo mnohem silněji zastoupeno zemědělství a sociální a profesní rozvrstvení nebylo tak výrazné.
Městys je podle současné české legislativy zvláštní status některých obcí a vztahuje se na celou takovou obec, včetně jejích případných venkovských částí. V Rakousko-Uhersku a Československu se až do roku 1939 status města nebo městyse vztahoval v případě obcí skládajících se z více osad (sídelních útvarů) pouze na příslušnou osadu, nikoliv na celou obec. Například obec Valašské Meziříčí tvořily dvě osady, a to město Valašské Meziříčí a městys Krásno nad Bečvou.

## Označení
Historicky měla tato zdrobnělina podoby městíce, městíc, městic, městice, městce, městyc i městýs a z počátku 17. století i nesklonné městis (to je zmíněno později i u Jungmanna), podoba městys je poprvé doložena roku 1700. Některé zdroje používaly slovo jako nesklonné (v každém městys).
Slovo „městys“ podléhalo původně pouze měkkému skloňování podle vzoru „stroj“ (bez městyse, dva městyse, s městysi). Doklady skloňování podle vzoru „stroj“ jsou jednotné (v literatuře např. u Klicpery, Tyla, Palackého, Krásnohorské, Sovy, Heyduka, Arbese, Čapka). Měkkého skloňování se až na jednu výjimku (jeden výskyt 6. pádu sg. „v městysu“) drží i česká legislativa, která od roku 2006 toto slovo vrátila do používání. Slovník spisovné češtiny připouští pouze toto měkké skloňování, Pravidla českého pravopisu však dubletně připouštějí i tvrdé skloňování podle vzoru hrad (bez městysu, dva městysy, s městysy). V 6. pádu množného čísla tvar tvrdého skloňování (v městysech) dokonce v úzu převažuje nad měkkým (v městysích). Akademická mluvnice češtiny uvádí městys v samostatné skupině skloňování v paradigmatu podtypu B jako jediné jméno se zakončením na -s, které tímto způsobem v 6. pádě plurálu přechází z měkkého skloňování k tvrdému (-ech). Část populace, která nemá zkušenost s historickým užitím slova, však slovo přiřazuje ke vzoru „hrad“, jímž se řídí naprostá většina ostatních mužských neživotných jmen zakončených na -s (čas, hlas, vlas, kvas, účes, okres, otřes, závěs, hnis, nápis, podpis, dopis, nos, trs, klus, kus, pokus, vlys), přesto však i po roce 2006 v úzu původní měkké skloňování –i pod vlivem zákona – několikanásobně převažuje, již v roce 2007 se však předpokládalo, že přirozená tendence k tvrdému skloňování zůstane konkurencí oficiálnímu skloňování měkkému (zejména se prosazuje v 6. pádu sg. i pl.). Adjektivum „městyský“ jako analogie slov „obecní“ a „městský“ nebylo v úzu zachyceno.

## Historický vývoj městeček v českých zemích

### Středověk a raný novověk
Městečka začala vznikat od 14. století především na majetcích šlechty a církevních vrchností. Status městečka uděloval od 14. století panovník. Od 16. století se tyto sídelní jednotky v pramenech označovaly i jako městyse. Je možné, že se tato sídliště nazývala i „městce“, což by mohly dokládat názvy jako Městec Králové nebo Heřmanův Městec.
Městečka byla rozlohou často velmi malá a na českém území jich během 14. století vzniklo velké množství. Eduard Maur udává, že průměrná vzdálenost mezi dvěma městečky v této době činila 5–20 km.
Roku 1762 bylo při sčítání v českých zemích zjištěno 465 městysů, 31. října 1857 to bylo 420 městysů, k 29. září 1938 celkem 535 městysů.

### Městečka ve 20. století
Po vzniku ČSR v roce 1918 udělovala status ministerská rada na základě detailní žádosti obce. Podle „Statistického lexikonu v Republice československé“ bylo v roce 1930 na území ČSR 503 městysů.
Status městyse přestal být používán komunisty po únorovém vládním převratu (1948). Poslední obcí, která získala nově status městyse, byla obec Nový Hrozenkov v roce 1948. Od roku 1954 přestal být status městyse používán.
Od sametové revoluce (1989) se představitelé obcí, které v minulosti držely status městyse, snažili o jeho obnovení. Jejich několikaleté lobbování bylo úspěšné až roku 2006.
Dne 27. ledna 2006 byla Poslaneckou sněmovnou Parlamentu ČR schválena novela zákona o obcích (obecní zřízení), která mimo jiné obnovuje status městyse. Senát Parlamentu ČR pak toto ustanovení schválil na své 10. schůzi 29. března 2006, prezident zákon podepsal 11. května 2006. Novela zákona nabyla účinnosti 1. července 2006.
Obce, které měly oprávnění užívat označení městys před 17. květnem 1954, jsou městysem, pokud o to požádají předsedu Poslanecké sněmovny Parlamentu ČR. Ten tak na žádost obce stanoví a určí den, od kterého se obec opět stává městysem. Dne 10. října 2006 vydal předseda Poslanecké sněmovny rozhodnutí, jímž prvním 108 obcím stanovil, že nadále mohou používat titulu městys.
Od 1. července 2006 uděluje status městyse předseda Poslanecké sněmovny Parlamentu ČR na návrh obce po vyjádření vlády. Od té doby byl vrácen nebo nově udělen 233 obcím (stav k dubnu 2024), z toho Veverská Bítýška byla následně povýšena na město. Strmilov a Verneřice byly týden po jmenování městysem se zpětnou platností jmenovány městy, takže z tohoto retroaktivního pohledu městysem nebyly ani jediný den.
Většina městysů byla jmenována podle § 3 odst. 4 Zákona o obcích, tedy v rámci uplatnění nároku na obnovení dřívějšího statusu městyse ve zjednodušeném řízení bez vyjádření vlády. Nově jmenovány (tedy podle § 3 odst. 4 Zákona o obcích) byly podle rozhodnutí pouze 4 městyse: Okříšky, Pavlíkov a Slabce dne 29. května 2007 a Ševětín dne 11. listopadu 2008.

## Obdoby v zahraničí
V Uhersku – včetně Slovenska – se takové sídlo oficiálně označovalo (latinsky) oppidum (od 14.–15. století do roku 1871; maďarsky mezőváros – doslova „polní město“).
V Rakousku se městys nazývá Marktgemeinde (doslova „trhová obec“). V jiných německojazyčných oblastech se nazývá Markt, Flecken, Marktflecken, a podobně.
V Dánsku se nazývalo flække, ve Švédsku köping. Francouzský historický ekvivalent je přibližně bourg, anglický borough.
V Estonsku se odpovídající typ sídla nazývá alev. Administrativně se však rozlišuje ještě sídelní mezistupeň mezi vesnicí a městysem, alevik (česky překládáno jako „městečko“ nebo „malý městys“).
Městyse existovaly na území historického polsko-litevského státu (zhruba nynější Polsko, Bělorusko, Litva, část Lotyšska a západ nynější Ukrajiny) i před socialismem, tehdy se používal polský pojem miasteczko (ruský výraz местечко je přibližným přepisem polského výrazu do cyrilice), litevský miestelis, lotyšsky miests, bělorusky мястэчка, ukrajinsky містечко, v jidiši שטעטל (štetl).
Velmi přibližným ekvivalentem v bývalém SSSR byl (a v některých postsovětských zemích dodnes je) pojem sídlo městského typu, rusky посёлок городского типа, ukrajinsky селище міського типу, bělorusky пасёлак гарадскога тыпу. Kritéria pro přiznání tohoto statusu se značně lišila (a v Rusku dodnes liší) v jednotlivých subjektech federace. Největší co do počtu obyvatel je Paškovskij v Krasnodarském kraji se 46 000 obyvatel, nejmenší nedosahují ani stovky obyvatel.
Tato kategorie sídel (Osiedle typu miejskiego) existovala podle sovětského vzoru i v socialistickém Polsku v letech 1954 až 1972.